# 은색박쥐
은색박쥐 또는 커먼나비박쥐(Glauconycteris argentata)는 애기박쥐과에 속하는 박쥐의 일종이다. 앙골라와 부룬디, 카메룬, 콩고공화국, 콩고민주공화국, 적도기니, 케냐, 말라위, 르완다 그리고 탄자니아에서 발견된다. 자연 서식지는 아열대 또는 열대 기후 지역의 습윤 저지대 숲과 습윤 사바나 지역이다.